# Frostklockmossa
Frostklockmossa (Encalypta brevipes) är en bladmossart som beskrevs av Roman Nicolaevich Schljakov 1951. Frostklockmossa ingår i släktet klockmossor, och familjen Encalyptaceae. Enligt den finländska rödlistan är arten akut hotad i Finland. Enligt den svenska rödlistan är arten otillräckligt studerad i Sverige. Arten förekommer i Övre Norrland. Artens livsmiljö är kalkstensklippor och kalkbrott. Inga underarter finns listade i Catalogue of Life.